# UCI Amèrica Tour 2007-2008
L'UCI Amèrica Tour 2007-2008 és la quarta edició de l'UCI Amèrica Tour, un dels cinc circuits continentals de ciclisme de la Unió Ciclista Internacional. Estava format per quaranta proves, organitzades entre el 7 d'octubre de 2007 i el 20 de setembre de 2008 a Amèrica.
El vencedor final a nivell individual fou el colombià Manuel Medina, per equips fou el Garmin-Chipotle, mentre en les dues classificacions per equips fou Estats Units el vencedor.

## Evolució del calendari

### Octubre de 2007
| Data | Cursa                       | Cat. | Vencedor              | Equip                          |
| ---- | --------------------------- | ---- | --------------------- | ------------------------------ |
| 7-14 | Volta a Chihuahua           | 2.2  | Francisco Mancebo     | Fercase-Rota dos Móveis        |
| 7-14 | Clàssic Ciclista Banfoandes | 2.2  | Sergio Henao          | Colombia es Pasión-Coldeportes |
| 20-1 | Volta a Guatemala           | 2.2  | Carlos López Gonzalez | Canel's Turbo Mayordomo        |

### Novembre de 2007
| Data  | Cursa                             | Cat. | Vencedor     | Equip                 |
| ----- | --------------------------------- | ---- | ------------ | --------------------- |
| 6-11  | Doble Copacabana Grand Prix Fides | 2.2  | Oscar Soliz  | Coordinadora Ebsa     |
| 15-25 | Tour de Santa Catarina            | 2.2  | Alex Diniz   | Scott-Marcondes Cesar |
| 17-25 | Volta a l'Equador                 | 2.2  | Alex Atapuma | Indernariño           |

### Desembre de 2007
| Data  | Cursa              | Cat. | Vencedor    | Equip                  |
| ----- | ------------------ | ---- | ----------- | ---------------------- |
| 14-28 | Volta a Costa Rica | 2.2  | Henry Raabe | BCR-Pizza Hut-Powerade |

### Gener de 2008
| Data  | Cursa                    | Cat. | Vencedor       | Equip                   |
| ----- | ------------------------ | ---- | -------------- | ----------------------- |
| 5-18  | Volta al Táchira         | 2.2  | Manuel Medina  | Gobernación del Zulia   |
| 6     | Copa Amèrica de Ciclisme | 1.2  | Nilceu Santos  | Scott-Marcondes Cesar   |
| 22-27 | Tour de San Luis         | 2.2  | Martín Garrido | Palmeiras Resort-Tavira |

### Febrer de 2008
| Data  | Cursa                        | Cat. | Vencedor          | Equip                                           |
| ----- | ---------------------------- | ---- | ----------------- | ----------------------------------------------- |
| 5-17  | Volta a Cuba                 | 2.2  | Pedro Pablo Pérez | Cuba                                            |
| 13-17 | Tour de Belice               | 2.2  | Carlos Oyarzun    | Tecos de la Universidad Autónoma de Guadalajara |
| 17-24 | Volta a Califòrnia           | 2.HC | Levi Leipheimer   | Astana Qazaqstan Team                           |
| 23-2  | Volta Independència Nacional | 2.2  | Carlos José Ochoa | Selecció de Veneçuela                           |

### Abril de 2008
| Data  | Cursa                       | Cat. | Vencedor            | Equip                    |
| ----- | --------------------------- | ---- | ------------------- | ------------------------ |
| 20-27 | Tour a l'Estat de São Paulo | 2.2  | Gregolry Panizo     | Clube DataRo de Ciclismo |
| 21-27 | Volta a Geòrgia             | 2.HC | Kanstantsín Siutsou | Team High Road           |

### Maig de 2008
| Data  | Cursa                                                       | Cat. | Vencedor              | Equip                 |
| ----- | ----------------------------------------------------------- | ---- | --------------------- | --------------------- |
| 3     | Clásico Aniversario de la Federación Venezolana de Ciclismo | 1.2  | José Aguilar          | Fundadeporte Carabobo |
| 4     | Copa Federación Venezolana de Ciclismo                      | 1.2  | Arthur Garcia         | Lotería del Táchira   |
| 4     | U.S. Air Force Cycling Classic                              | 1.2  | Lucas Sebastian Haedo | Colavita-Sutter Home  |
| 9     | Campionat Panamericà de contra-rellotge                     | CC   | Svein Tuft            | Canada                |
| 10-25 | Volta a Colòmbia                                            | 2.2  | Giovanni Báez         | UNE-Orbitel           |
| 11    | Campionat Panamericà en ruta                                | CC   | Richard Mascarañas    | Selecció d'Uruguai    |
| 14-18 | Doble Sucre Potosí GP Cemento Fancesa                       | 2.2  | Byron Guamá           | Spoli Ecuador         |
| 25    | Tour de Leelanau                                            | 1.2  | Taylor Tolleson       | BMC Racing Team       |

### Juny de 2008
| Data  | Cursa                                                 | Cat.   | Vencedor         | Equip                    |
| ----- | ----------------------------------------------------- | ------ | ---------------- | ------------------------ |
| 3     | Commerce Bank Lancaster Classic                       | 1.1    | Yuri Mitlushenko | Amore & Vita-McDonald's  |
| 5     | Commerce Bank Reading Classic                         | 1.1    | Oscar Sevilla    | Rock Racing              |
| 5-8   | Copa de les Nacions vila de Saguenay                  | 2.Ncup | Thomas Kvist     | Selecció de Dinamarca    |
| 8     | Commerce Bank Philadelphia International Championship | 1.HC   | Matti Breschel   | CSC                      |
| 10-15 | Tour de Beauce                                        | 2.2    | Svein Tuft       | Symmetrics               |
| 24-29 | Tour de Pennsilvània                                  | 2.2    | David Veilleux   | Kelly Benefit Strategies |

### Juliol de 2008
| Data | Cursa                      | Cat. | Vencedor         | Equip                   |
| ---- | -------------------------- | ---- | ---------------- | ----------------------- |
| 5-13 | Tour de Martinica          | 2.2  | Willy Roseau     | Club Martinique         |
| 9    | Prova ciclista 9 de juliol | 1.2  | Michel Fernández |                         |
| 20   | Clàssic Ciutat de Caracas  | 1.2  | Gil Cordovés     | Alcaldía de Cabimas BOD |

### Agost de 2008
| Data | Cursa             | Cat. | Vencedor          | Equip                            |
| ---- | ----------------- | ---- | ----------------- | -------------------------------- |
| 1-10 | Tour de Guadalupe | 2.2  | Flober Peña       | Union Cycliste Capesterrienne    |
| 8-10 | Rochester Omnium  | 2.2  | Dominique Rollin  | Toyota-United                    |
| 25-7 | Volta a Veneçuela | 2.2  | Carlos José Ochoa | Serramenti Diquigiovanni-Androni |

### Setembre de 2008
| Data  | Cursa              | Cat. | Vencedor             | Equip                |
| ----- | ------------------ | ---- | -------------------- | -------------------- |
| 6     | Univest Grand Prix | 1.2  | Lucas Euser          | Team Garmin-Chipotle |
| 8-14  | Tour de Missouri   | 2.1  | Christian Vandevelde | Team Garmin-Chipotle |
| 13-20 | Volta a Mèxic      | 2.2  | Glen Chadwick        | Team Type 1          |

### Proves suspeses
| Data            | Prova                                       | Cat. |
| --------------- | ------------------------------------------- | ---- |
| 28 feb-9 març   | Volta Ciclista per un Xile Líder            | 2.2  |
| 5-9 març        | Volta de Porto Alegre                       | 2.2  |
| 9-16 març       | Volta a Chiapas                             | 2.2  |
| 3-13 abril      | Volta a Xile                                | 2.2  |
| 9-13 abril      | Volta de Campos                             | 2.2  |
| 13 abril        | US Cycling Open                             | 1.1  |
| 19 abril        | Holy Saturday Cross Country Cycling Classic | 1.2  |
| 26 abril-3 maig | Volta al Salvador                           | 2.2  |
| 28 abril-1 maig | Clàssica Primer de Maig                     | 2.2  |
| 3 maig          | The Crystal City Classic                    | 1.2  |
| 20-22 juny      | Saturn Rochester Twilight Omnium            | 2.2  |
| 29 juny         | Desafio Internacional de Ciclismo           | 1.2  |
| 3 juliol        | The Welland Race                            | 1.2  |
| 22-24 juliol    | The Colorado Stage Race                     | 2.2  |
| 6-7 setembre    | Volta a Jalisco                             | 2.2  |

## Classificacions
| Pos | Ciclista                   | Equip                   | Punts |
| --- | -------------------------- | ----------------------- | ----- |
| 1   | Manuel Medina (VEN)        | -                       | 232   |
| 2   | Svein Tuft (CAN)           | Symmetrics              | 219   |
| 3   | Christian Vandevelde (USA) | Garmin-Chipotle         | 211   |
| 4   | Carlos José Ochoa (VEN)    | Serramenti-Androni      | 198   |
| 5   | Pedro Pablo Pérez (CUB)    | -                       | 180   |
| 6   | Henry Raabe (CRC)          | -                       | 162   |
| 7   | Gil Cordovés (CUB)         | -                       | 153   |
| 8   | Artur García (VEN)         | -                       | 146   |
| 9   | Oscar Sevilla (ESP)        | Rock Racing             | 131   |
| 10  | Byron Guamá (ECU)          | Canel's Turbo Mayordomo | 128   |

| Pos | Equip                            | País         | Punts  |
| --- | -------------------------------- | ------------ | ------ |
| 1   | Garmin-Chipotle                  | Estats Units | 677    |
| 2   | Symmetrics                       | Canadà       | 531,66 |
| 3   | Tecos                            | Mèxic        | 379,75 |
| 4   | Rock Racing                      | Estats Units | 349    |
| 5   | Canel's Turbo Mayordomo          | Mèxic        | 343    |
| 6   | Serramenti Diquigiovanni-Androni | Veneçuela    | 293    |
| 7   | Colombia es Pasión-Coldeportes   | Colòmbia     | 263    |
| 8   | Kelly Benefit Strategies         | Estats Units | 230    |
| 9   | Toyota-United                    | Estats Units | 229,5  |
| 10  | Scott-Marcondes Cesar            | Brasil       | 206    |

| Pos | Ciclista     | Punts   |
| --- | ------------ | ------- |
| 1   | Estats Units | 1299,36 |
| 2   | Veneçuela    | 1113    |
| 3   | Argentina    | 948,6   |
| 4   | Colòmbia     | 883,4   |
| 5   | Canadà       | 963,16  |
| 6   | Cuba         | 667     |
| 7   | Mèxic        | 594     |
| 8   | Costa Rica   | 379     |
| 9   | Brasil       | 298     |
| 10  | Equador      | 294     |

| Pos | Ciclista     | Punts  |
| --- | ------------ | ------ |
| 1   | Colòmbia     | 303    |
| 2   | Estats Units | 234,86 |
| 3   | Canadà       | 116,32 |
| 4   | Veneçuela    | 107    |
| 5   | Cuba         | 88     |
| 6   | Costa Rica   | 85     |
| 7   | Brasil       | 69     |
| 8   | Argentina    | 62     |
| 9   | Mèxic        | 24,5   |
| 10  | Equador      | 18     |